# فرانسواز گارنر
فرانسواز گارنر (انگلیسی: Françoise Garner; ۱۷ اکتبر ۱۹۳۳ – ۶ مارس ۲۰۲۴) خواننده اپرا با صدای سوپرانو اهل فرانسه بود.